# Limogne-en-Quercy
Limogne-en-Quercy är en kommun i departementet Lot i regionen Occitanien i södra Frankrike. Kommunen ligger i kantonen Limogne-en-Quercy som tillhör arrondissementet Cahors. År 2022 hade Limogne-en-Quercy 842 invånare.

## Befolkningsutveckling
Antalet invånare i kommunen Limogne-en-Quercy
| Referens: INSEE |